# Оризище
Оризище, наричано често и с турцизма чалтик, е участък от обработваема земя, който се използва за отглеждането на ориз или други подобни култури. Оризищата са разпространени в много региони на Азия, включително държавите Бангладеш, Китай, Индия, Япония, Южна Корея, КНДР, Индонезия, Мианмар, Виетнам, Пакистан, Шри Ланка, Малайзия, Тайван, Тайланд и до по-малка степен, в други страни. Оризищата се създават близо до естествен воден басейн – най-често река, езеро или блато, тъй като оризът изисква много вода за напояване. Заради голямата влага бурените растат трудно, а обработката става посредством рало (или няколко рала), теглено от биволи. Оризищата могат да бъдат и терасовидни, ако теренът е хълмист или планински. Те обаче произвеждат големи количества метан, допринасяйки за глобалното затопляне.  Това отделяне обаче може да бъде спряно чрез дренаж на оризището в точно определено време.